# Китайцы в Великобритании
Китайцы в Великобритании — британцы китайского происхождения. Китайская диаспора Соединённого Королевства — крупнейшая в Европе и старейшая в Западной Европе, начала свою историю с начала XIX века. Это самая быстрорастущая диаспора в Великобритании с ежегодным приростом 11,2 %, при этом более 90 % прироста достигается за счёт иммиграции. Большинство китайцев в стране неинтегрированы либо слабо интегрированы в британское общество, частично из-за языковых барьеров.

## Статистика
По данным переписи 2011 года в стране проживало 433 150 китайцев. Однако, эти данные весьма неточны, так как основывались лишь на том, кто идентифицировал себя как «китаец»
- На 2006 год в Великобритании проживало 400 тысяч китайцев, 33 % из них жили в Лондоне, 13,6 % — на юго-востоке страны, 11,1 % — на северо-западе. 29 % китайского населения страны родились в Гонконге, 25 % — в Англии, 19 % — в материковом Китае, 8 % — в Малайзии, 4 % — во Вьетнаме, 3 % — в Сингапуре, 2,4 % — в Шотландии, 2 % — на Тайване, 0,9 % — в Уэльсе и 0,1 % — в Северной Ирландии.
- 52 % китайцев заявили отсутствие религиозных убеждений, 25,1 % — христиане, 15,1 % — буддисты.
- По данным справочника Ethnologue, для 300 тысяч британцев родным языком является кантонский, для 12 тысяч — севернокитайский, для 10 тысяч — хакка.
- Доля межэтнических браков с участием китайского населения одна из самых высоких в стране, по сравнению с другими этническими группами. Согласно переписи населения 2001 г., 30 % китайских женщин находились в межэтническим браке, что вдвое выше чем китайских мужчин (15 %).

## Расселение
Среди всех этнических групп страны, китайское население — наиболее децентрализовано. В то же время, в крупных городах страны имеются чайна-тауны, ставшие излюбленным местом для туристов. Однако, обычно в них проживает лишь малая часть всей китайской диаспоры. Крупнейшие чайна-тауны расположены в Лондоне, Бирмингеме, Манчестере и Ливерпуле.
Города с наибольшей численностью китайского населения (на 2005 г.):
- Лондон — 107 тыс. чел. (1,4 %)
- Манчестер — 10 800 (2,3 %)
- Бирмингем — 10 700 (1,1 %)
- Ливерпуль — 6 800 (1,5 %)
- Шеффилд — 5 100 (1 %)
- Оксфорд — 4 200 (2,9 %)
- Кембридж — 3 600 (3,1 %)
- Ньюкасл-апон-Тайн — 3 100 (1,1 %)
- Эдинбург — 2635 (0,92 %)